# 902 до н. е.

## Події
Згідно Біблії, похід «царя ефіопського» Зарая на Юдею.

### Астрономічні явища
- 24 травня. Часткове сонячне затемнення.[1]
- 23 червня. Часткове сонячне затемнення.[1]
- 17 листопада. Часткове сонячне затемнення.[1]